# Dubnowicze (przystanek kolejowy)
Dubnowicze (biał. Дубнавічы; ros. Дубновичи) – przystanek kolejowy w miejscowości Dubnowicze, w rejonie pińskim, w obwodzie brzeskim, na Białorusi. Leży na linii Homel - Łuniniec - Żabinka.